# Villeneuve-la-Dondagre
 Villeneuve-la-Dondagre  es una comuna y población de Francia, en la región de Borgoña, departamento de Yonne, en el distrito de Sens y cantón de Chéroy.
Está integrada en la Communauté de communes Gâtinais Bourgogne .

## Demografía
| 192 | 189 | 180 | 160 | 170 | 204 |
| Para los censos de 1962 a 1999 la población legal corresponde a la población sin duplicidades (Fuente: INSEE [Consultar]) |     |     |     |     |     |